# Северо-восточный регион (Бразилия)

Северо-восточный регион на карте.

Северо-восточный регион (порт. Região Nordeste do Brasil) — административно-статистический регион в Бразилии. Входит в геоэкономический регион Север-Восток. Население составляет 52 191 000 человек (2007 год). Занимает площадь 1 558 196 км². Плотность населения — 32 чел./км².

## Статистика
- Валовой внутренний продукт на 2005 составляет 280.504.256 реалов (данные: Бразильский институт географии и статистики).
- Валовой внутренний продукт на душу населения на 2005 составляет 5 498 реалов (данные: Бразильский институт географии и статистики).
- Индекс развития человеческого потенциала на 2005 составляет 0.725 (данные: Программа развития ООН).

## Галерея

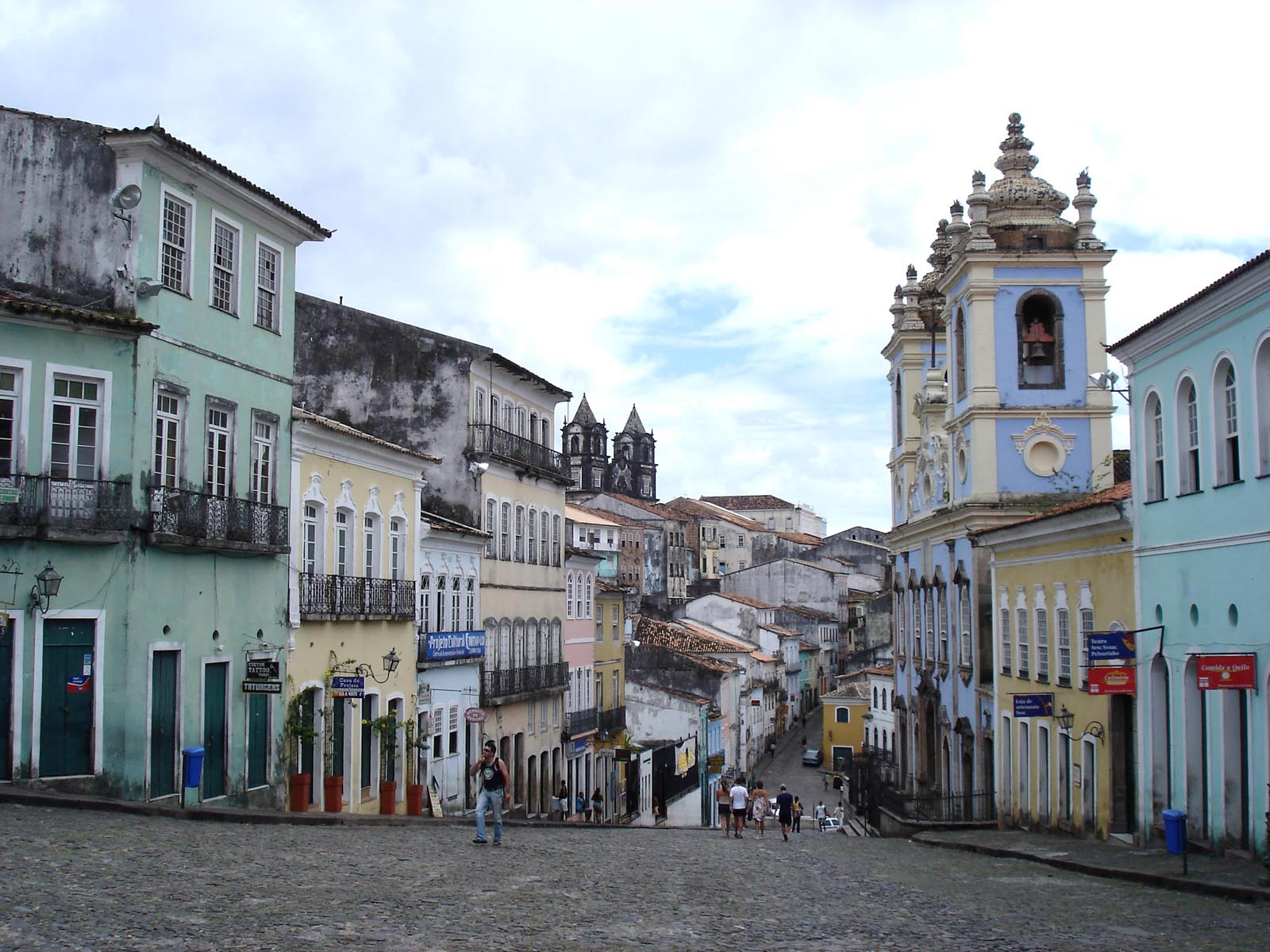
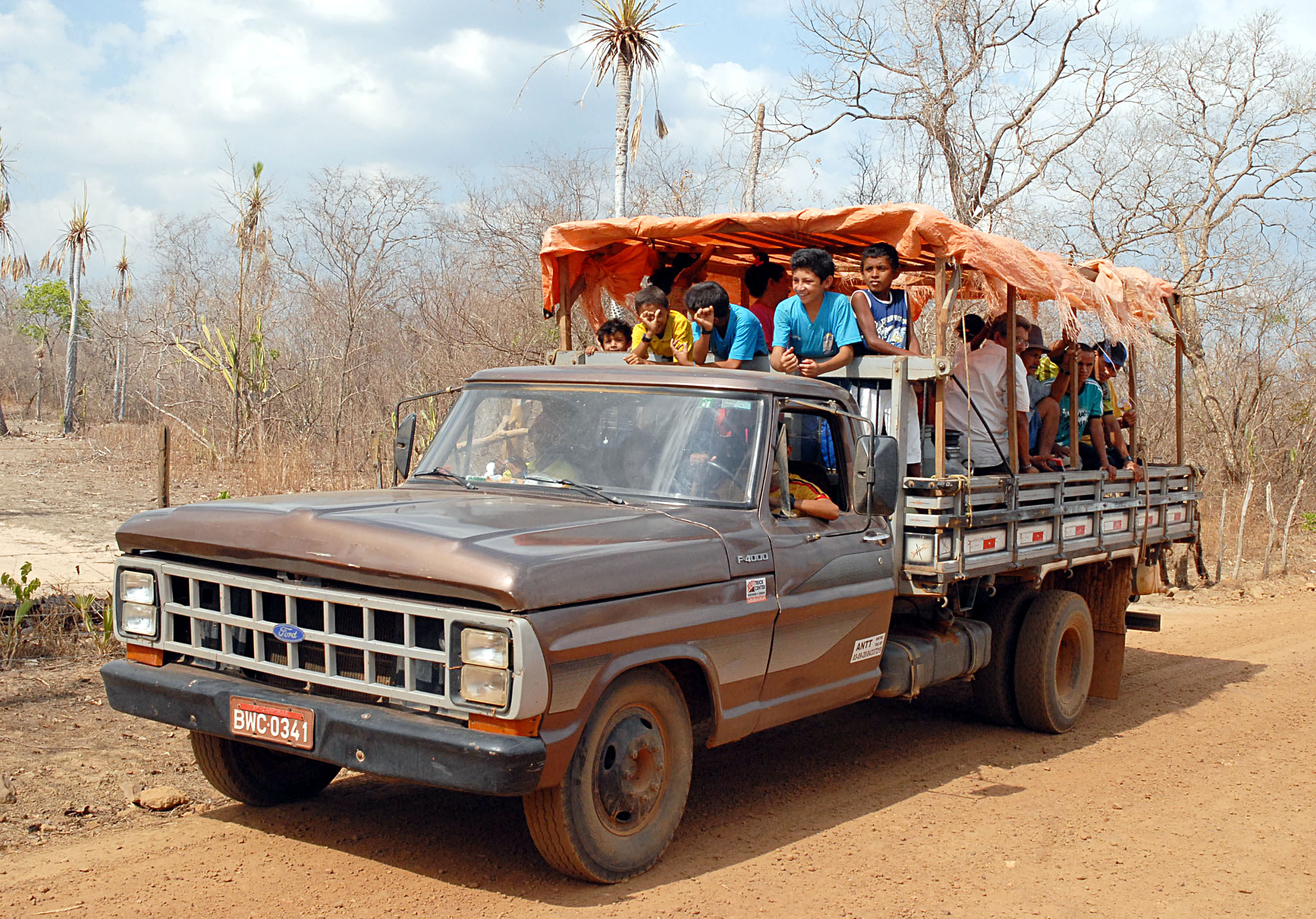
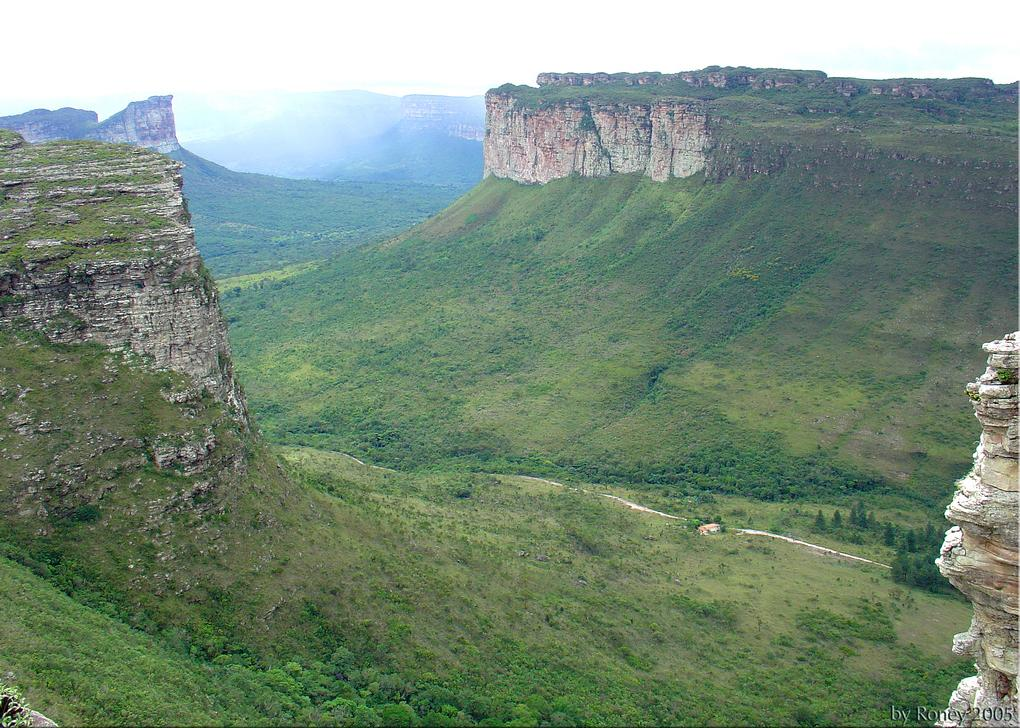
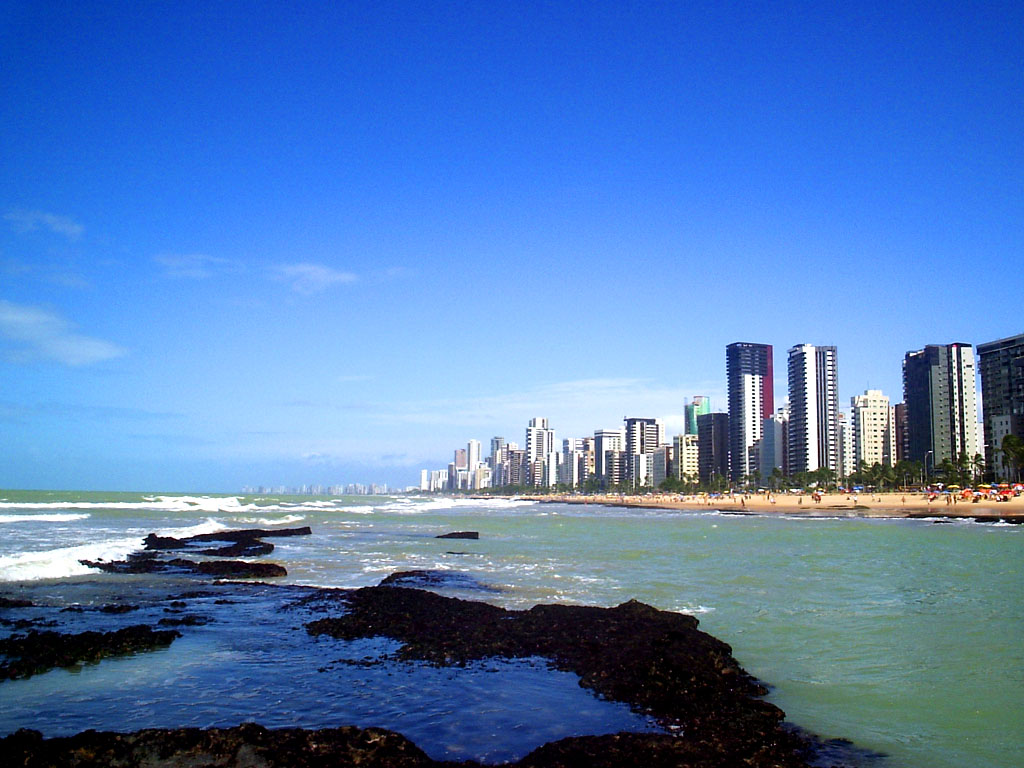
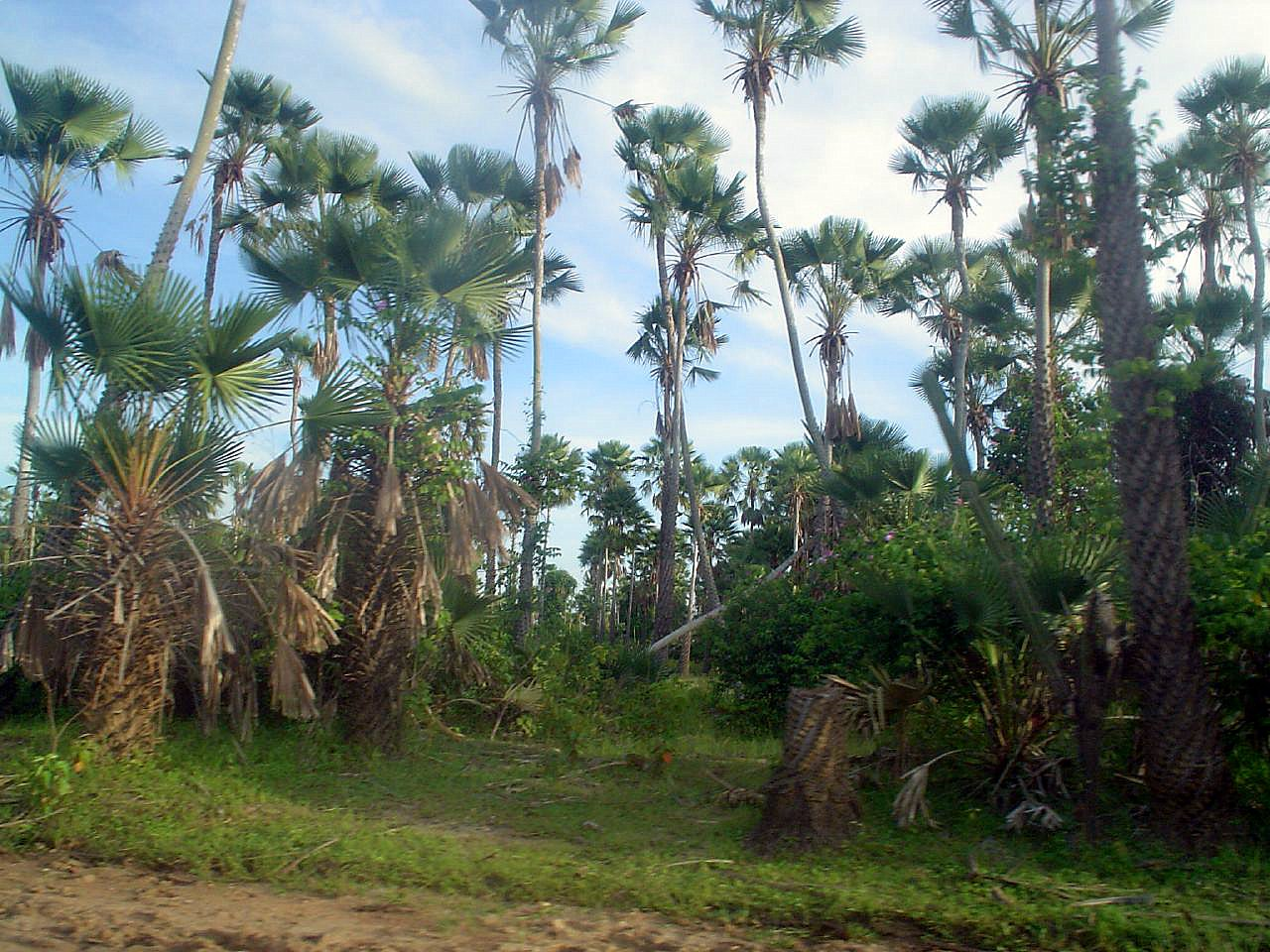
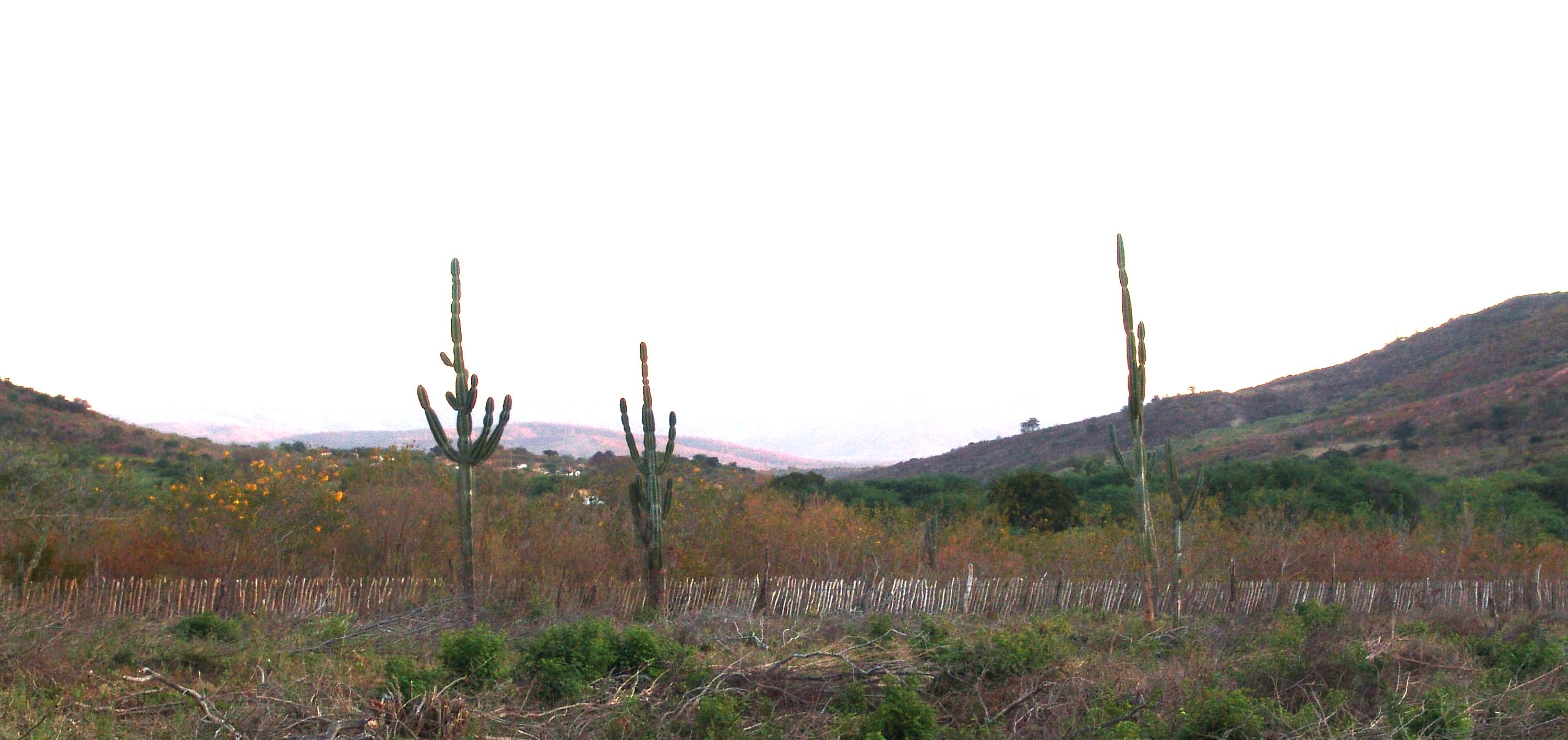
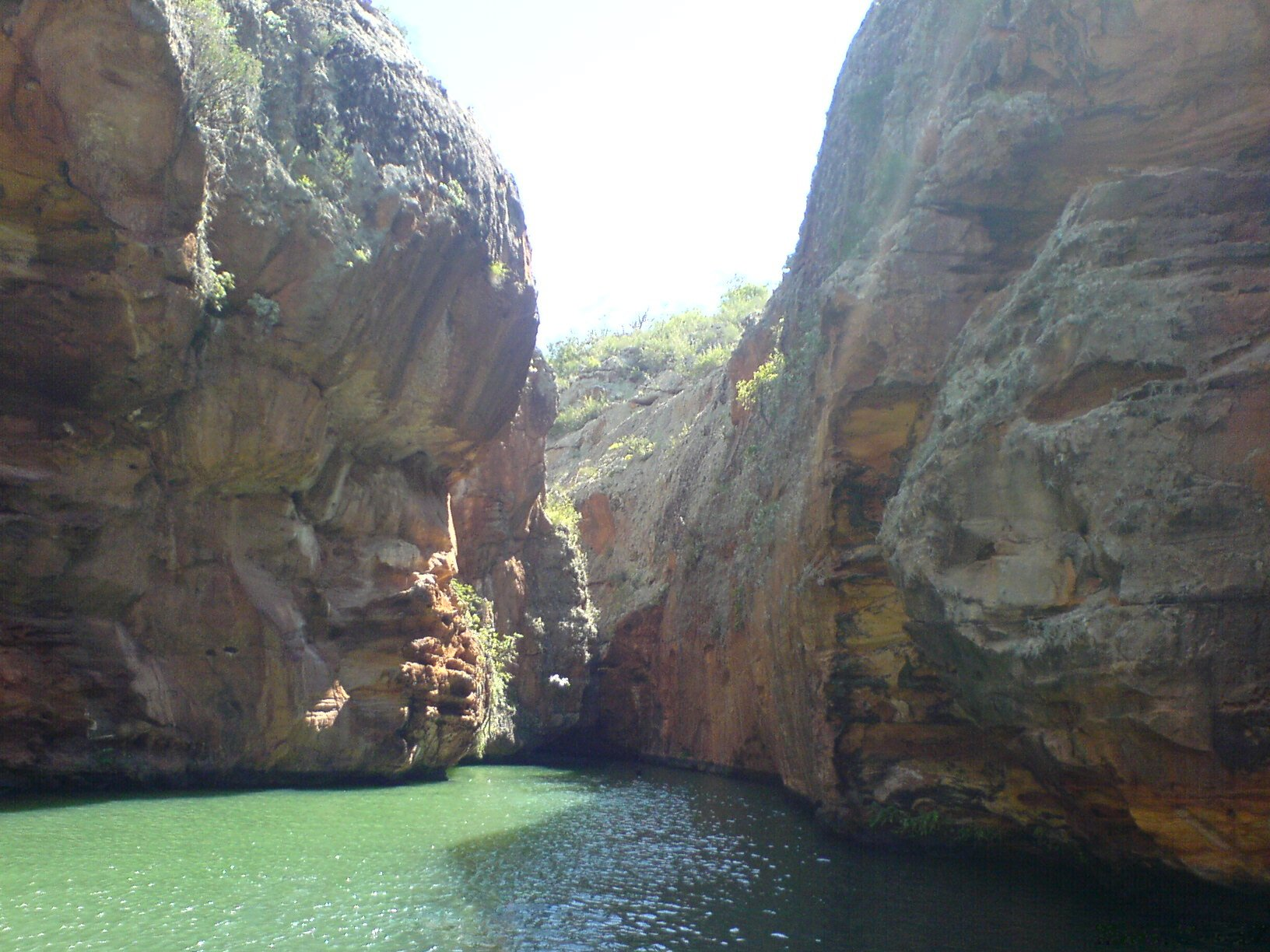
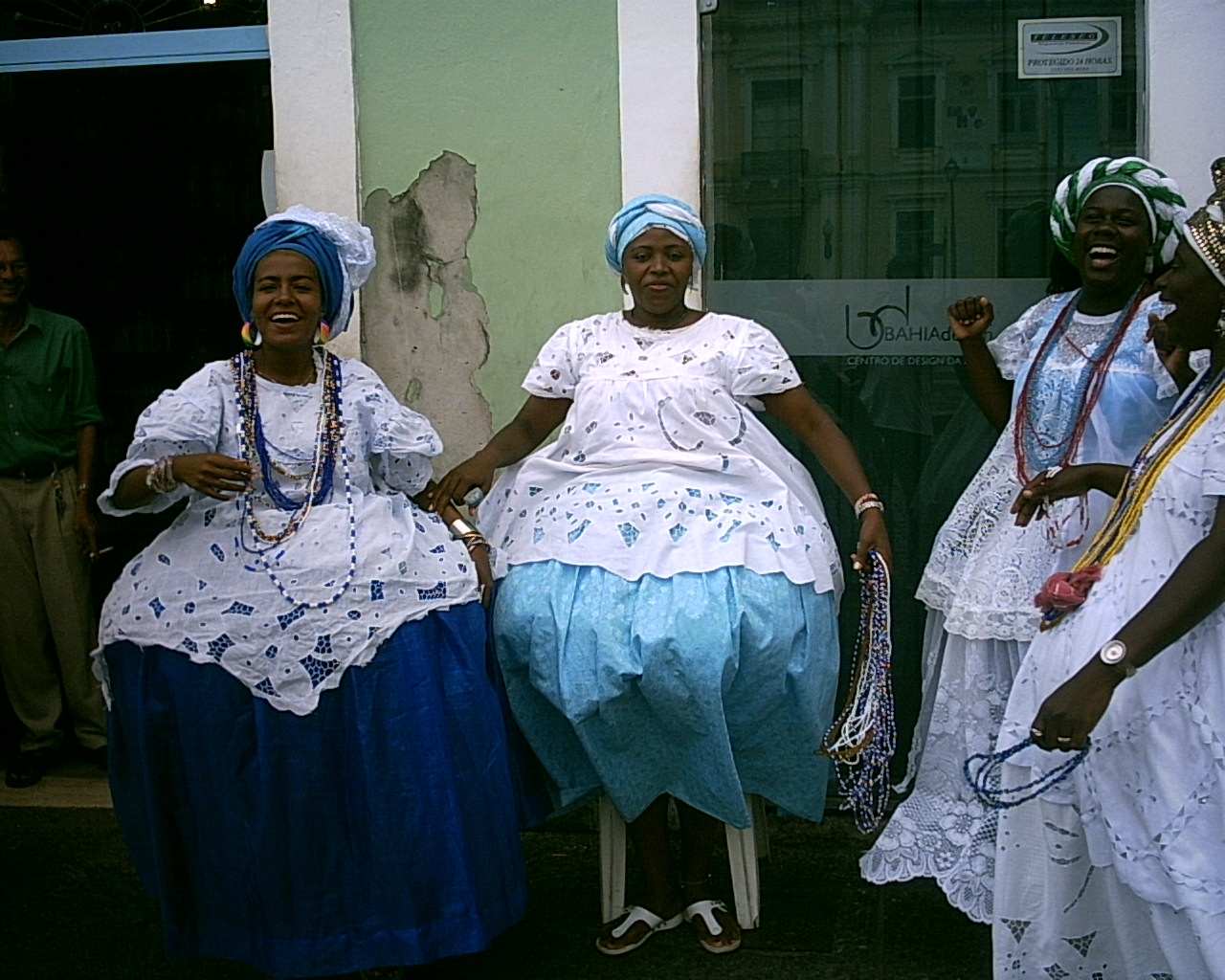
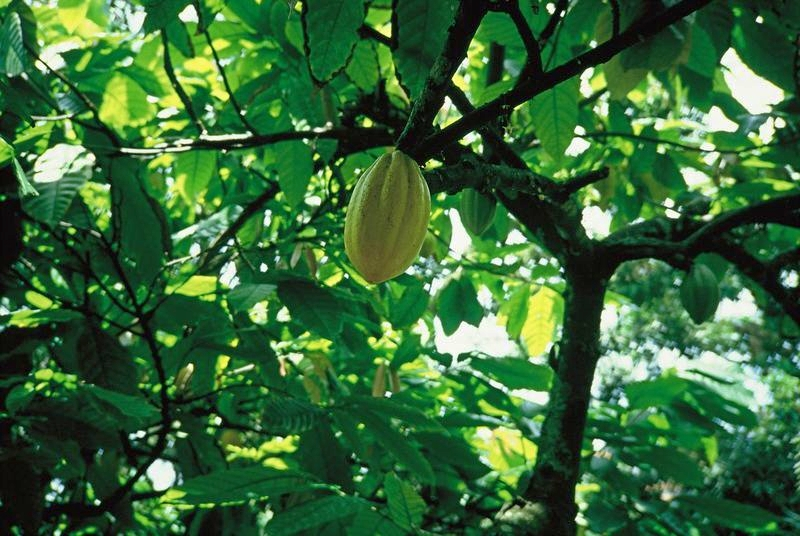
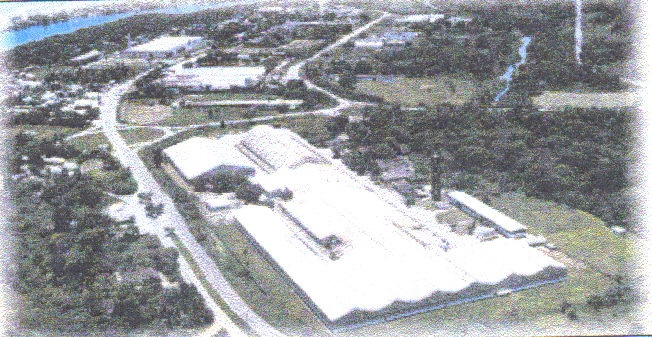
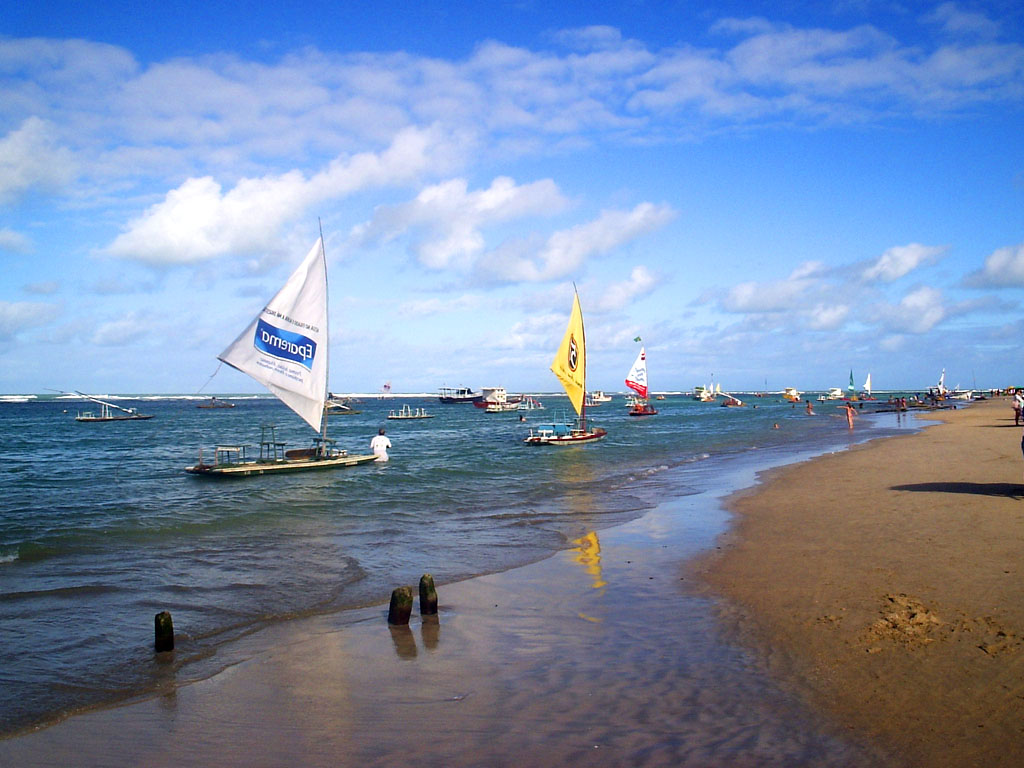
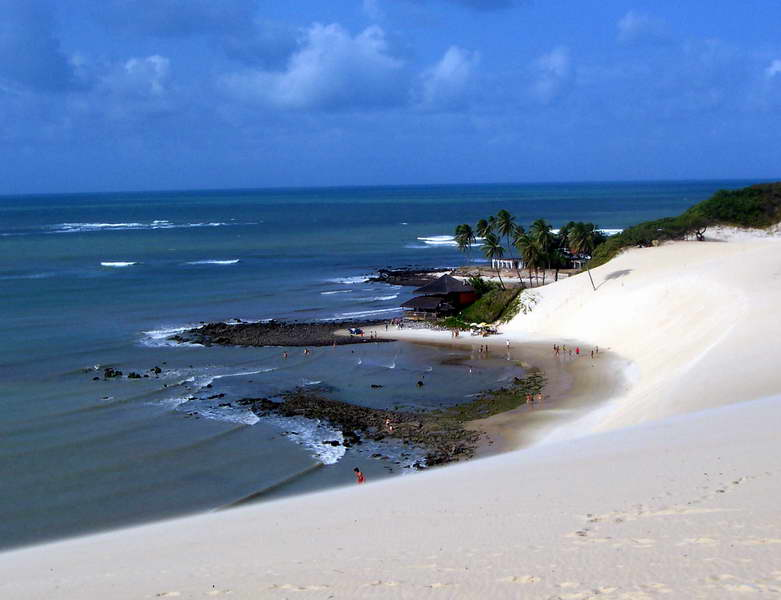
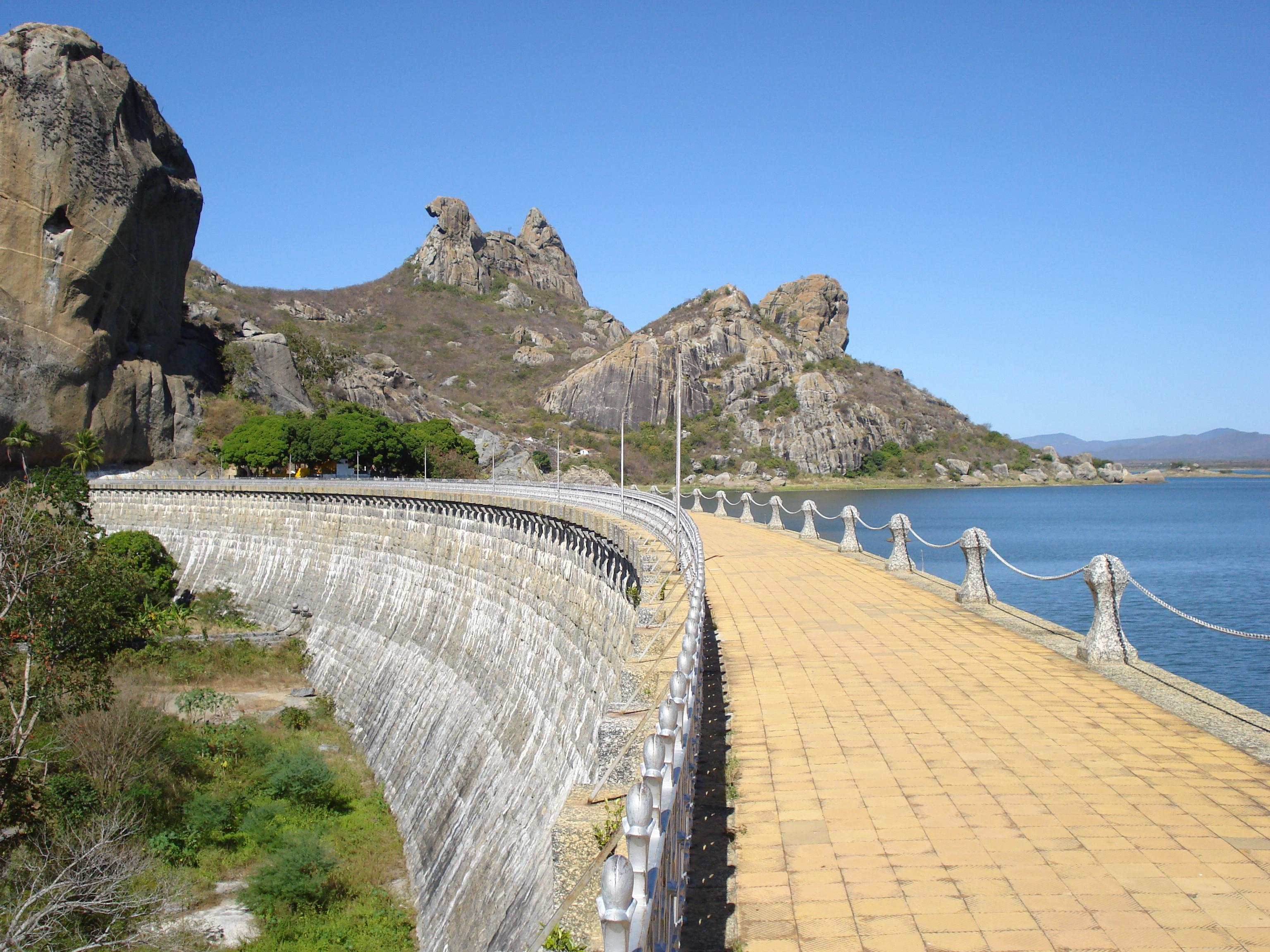
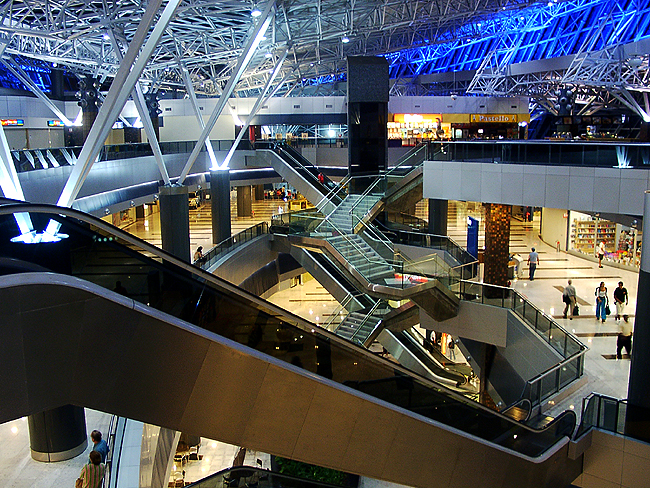
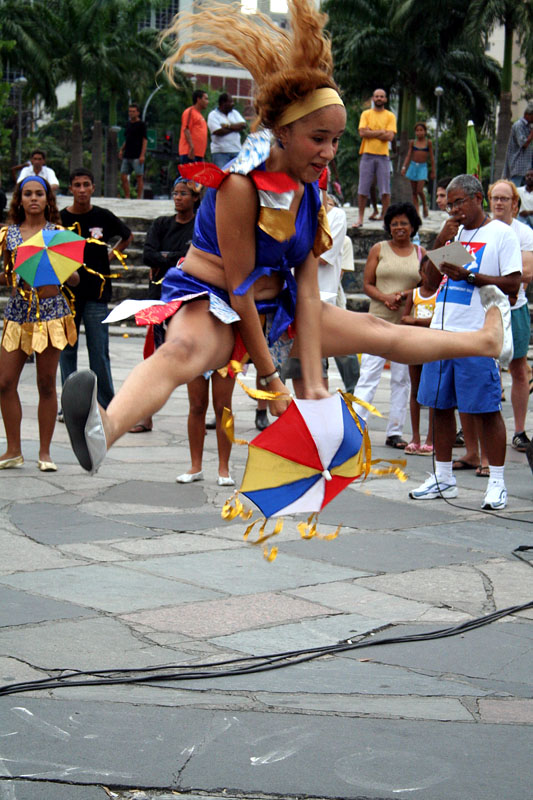
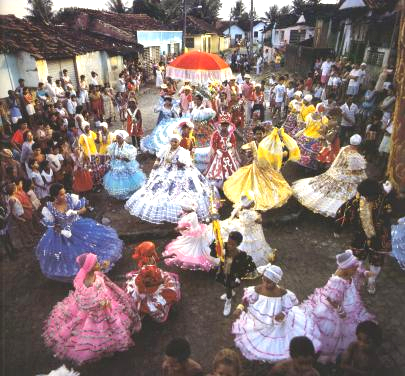
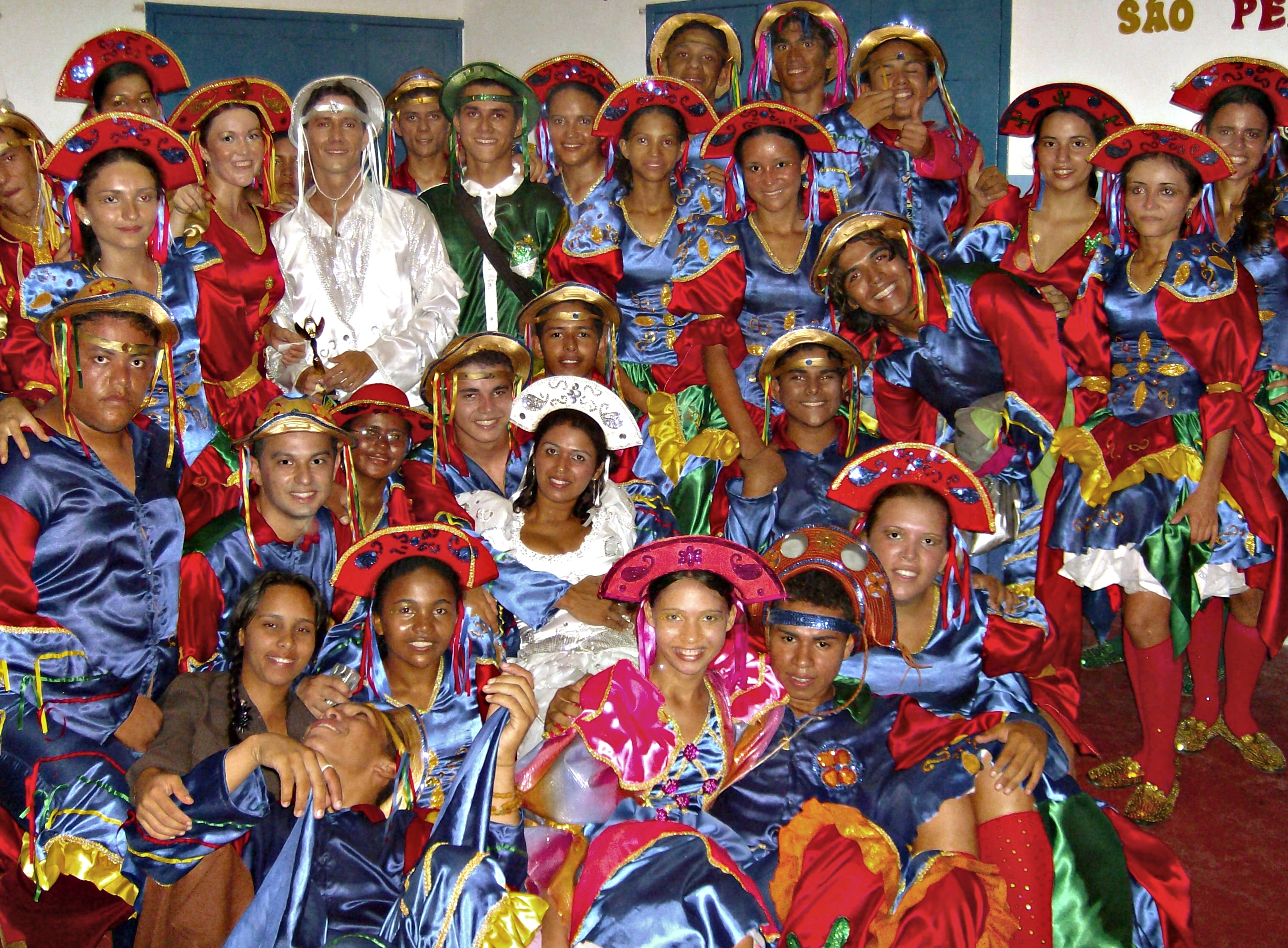
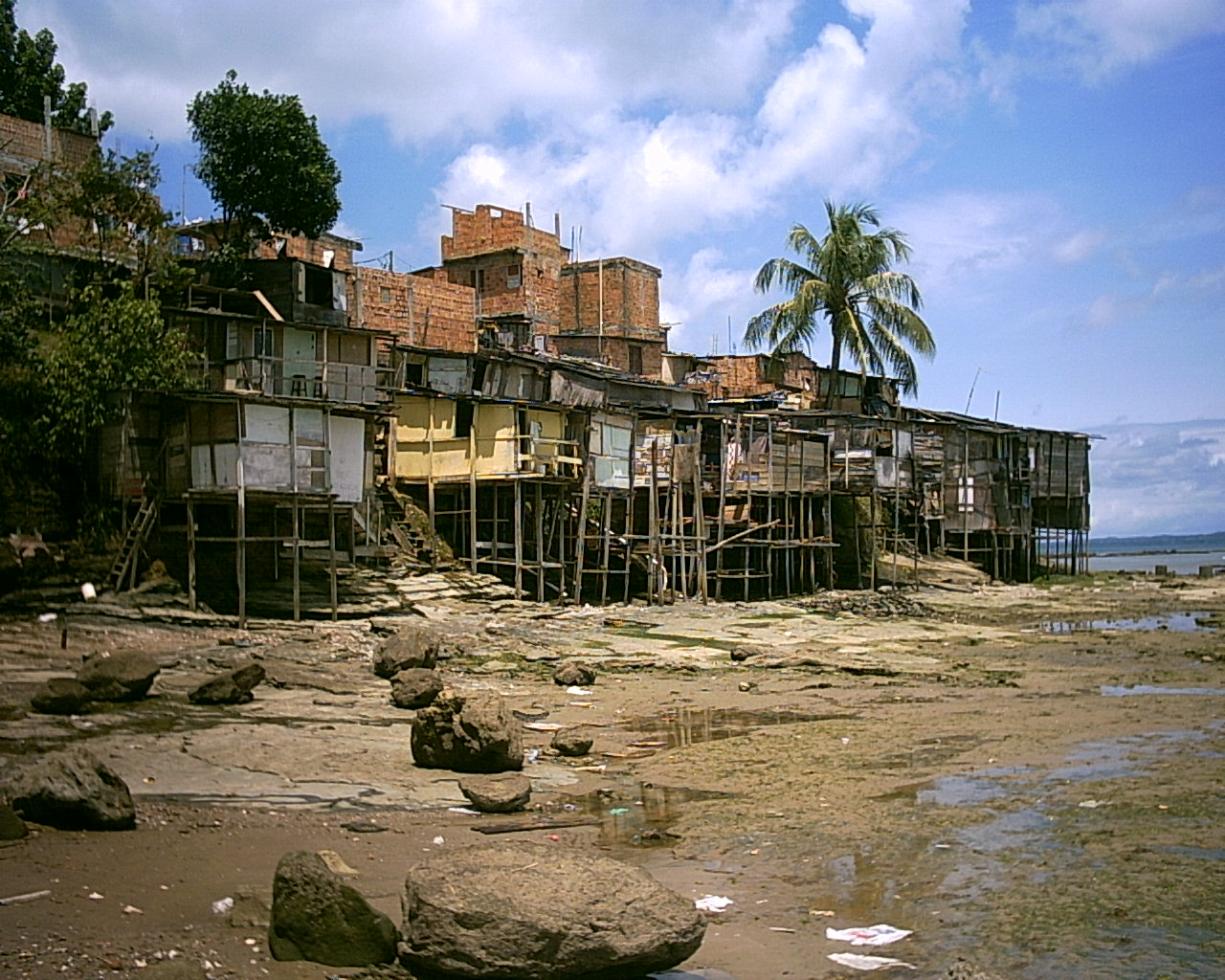

## Состав региона
В регион входят следующие штаты:
1. Алагоас
2. Баия
3. Мараньян
4. Параиба
5. Пернамбуку
6. Пиауи
7. Риу-Гранди-ду-Норти
8. Сеара
9. Сержипи